# Nigerias blod
Nigerias blod, Le sang du Nigéria, är en fransk dokumentär från 2011 om den lukrativa oljeutvinningen i Nigeria, men som enligt filmen varit en katastrof för miljön och för folket i landet, med krig, miljöförstöring och sjukdomar som en direkt följd av oljebolagens verksamhet. 

### Webbkällor
- Nigerias blod på Internet Movie Database (engelska)